# Эжен-Морис Савойский
Эжен-Морис Савойский (фр. Eugène-Maurice de Savoie; 2 марта 1635, Шамбери — 7 июня 1673, Унна), граф де Суассон и де Дрё, герцог Кариньянский — французский военный и государственный деятель.

## Биография
Третий сын Томмазо Франческо Савойского, принца Кариньянского, и Марии де Бурбон-Конде, графини де Суассон.
Будучи младшим сыном, предназначался к церковной карьере, но после смерти второго брата в 1656 году покинул духовное сословие и принял титул графа Суассонского. В том же году получил роту в кавалерийском полку Манчини.
12 июня 1657 получил под командование кавалерийский полк, вакантный после смерти маркиза де Мароля. Под командованием маршала Лаферте участвовал в осаде Монмеди, проводя все дни в траншеях и не пропуская ни одной акции, в которой был задействован его полк. Крепость сдалась 6 августа. Суассонский полк входил в состав частей, направленных на усиление маршала Тюренна, осаждавшего Сен-Венан. Крепость пала 27 августа, через два дня после прибытия графа де Суассона. После этого Эжен-Морис двинулся на помощь Ардру, осажденному испанцами. Неприятель снял осаду 28-го.
Затем граф участвовал во взятии Мот-о-Буа, Бурбура и Мардика, сдавшегося 3 октября.
18 ноября 1657 граф де Суассон был назначен генерал-полковником швейцарцев и граубюнденцев, и капитаном генеральной роты, вместо умершего маршала Шомберга. Принес присягу 26 декабря.
В 1658 году командовал полком швейцарской гвардии при осаде Дюнкерка. 6 июня продвинул осадные работы на триста шагов, и захватил высоты и реданы, располагавшиеся перед основными укреплениями противника. На следующий день отразил вылазку испанцев, и 13-го занял позицию у подножия контрэскарпа. Маршал Окенкур, воевавший на стороне принца Конде, произвел вылазку, но Эжен-Морис во главе своего конного полка атаковал испанцев, и, несмотря на упорное сопротивление маршала, овладел двумя постами, которые тот удерживал. В этом деле под графом была убита лошадь. Швейцарцы, размещенные им в засаде, отрезали противнику путь к отступлению, и маршал Окенкур был убит в бою.
14-го в битве на Дюнах граф де Суассон во главе швейцарской гвардии атаковал и разгромил испанскую пехоту. 20 июня после жаркого и кровопролитного боя овладел траверсом, остававшимся у противника на путях сообщения; был ранен в лицо при взрыве гранаты, но остался в строю до окончания боя.
30 июня при осаде Берга овладел контрэскарпом. Берг сдался 1 июля, 4-го пал Диксмёйде. После этого короля Людовика XIV свалила в Мардике болезнь, его переправили в Кале, и граф де Суассон оставался с монархом до конца кампании. 8 мая 1659 военные действия были прекращены.
20 марта 1659 в Париже король назначил Эжена-Мориса губернатором Бурбонне, на место умершего графа де Сен-Жерана, а 21 июня также предоставил ему пост сенешаля этого герцогства. Эти назначения были зарегистрированы парламентом 13 марта 1660.
Оставив эти должности, граф де Суассон 25 июня 1660 в Бордо был назначен на пост губернатора Шампани и Бри, ставший вакантным после отставки принца де Конти. Парламент зарегистрировал это назначение 23 августа. Эжен-Морис сопровождал короля в поездке в Гиень, и принес присягу в день назначения.
Назначенный в том же году чрезвычайным послом в Англию, он прибыл в Лондон 6 ноября, и после успешного завершения переговоров с новым британским правительством, через три недели вернулся во Францию.
18 апреля 1661 его кавалерийский полк был расформирован. В мае, жалованной грамотой, данной в Фонтенбло, король предоставил Эжену-Морису город и превотство Ивуа во Французском Люксембурге, в четырех лье от Седана, в потомственное владение, и возвел его в ранг герцогства, под названием Кариньян, жалованной грамотой, данной в Сен-Жермен-ан-Ле в июле 1662, и зарегистрированной Мецким парламентом 26-го числа.

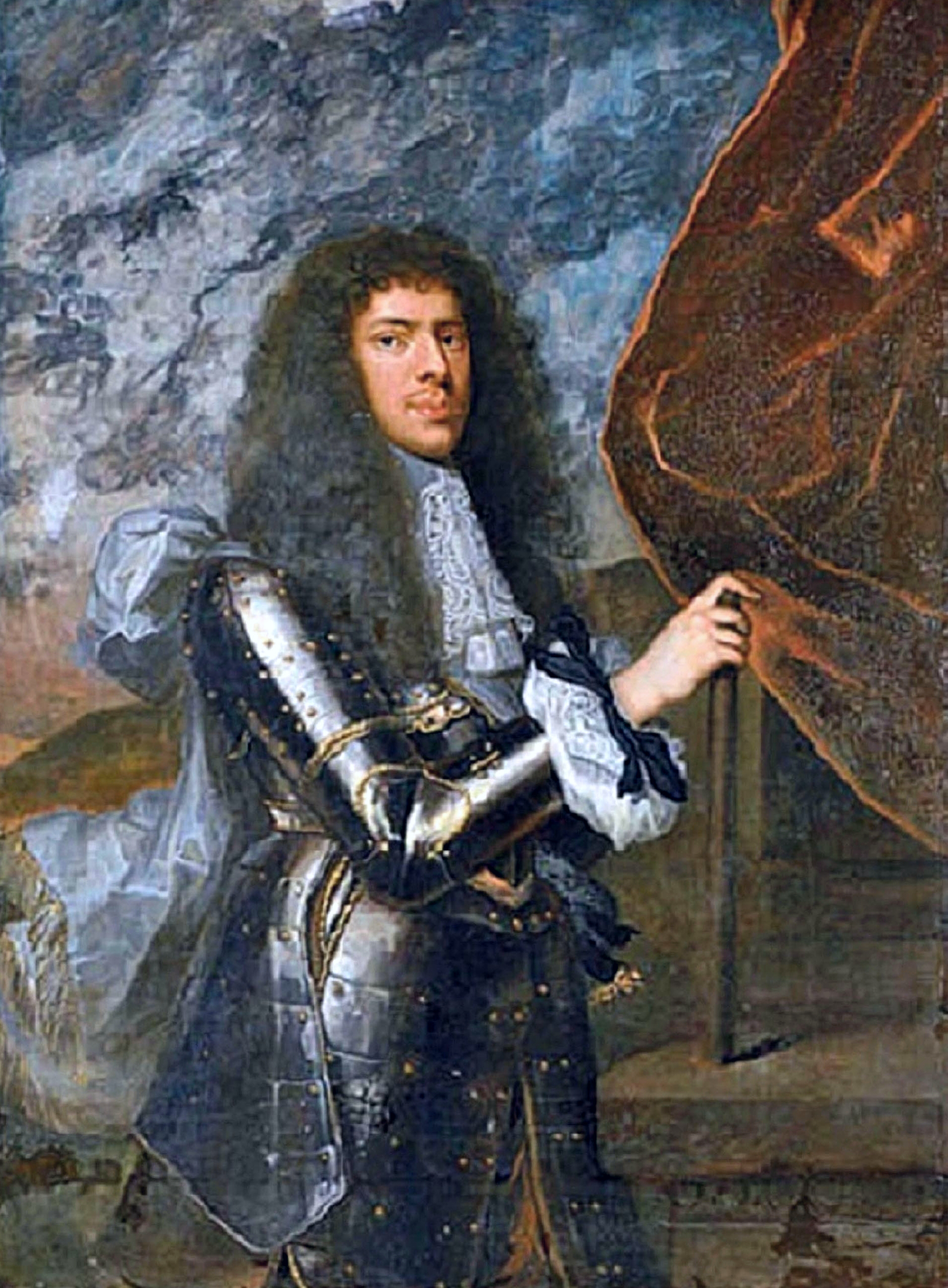
Пьер Миньяр. Эжен-Морис, граф де Суассон. Ок. 1700

С началом Деволюционной войны Эжен-Морис 23 июня присоединился к Фландрской армии, незадолго до взятия Турне. 2 июля французы осадили Дуэ. 4-го граф де Суассон со своими швейцарцами продвинул осадные работы до контрэскарпного рва, отразил вылазку противника, а на следующий день пересёк ров. Город пал на следующий день. После этого граф участвовал в осаде Лилля, сдавшегося 27 августа, а затем вернулся ко двору вместе с королем.
1 февраля 1668 под командованием Людовика XIV отправился на завоевание Франш-Конте. При осаде Доля 13 февраля действовал столь энергично, что город был вынужден сдаться уже 14-го, после трех дней обороны. Командовал одной из атак при осаде Гре, павшего 19 февраля. 2 мая был подписан Ахенский мир.
15 апреля 1672 граф де Суассон был произведен в генерал-лейтенанты, минуя чины бригадира и лагерного маршала. В кампанию того года служил под началом короля, 15 мая захватил Мазейк, 26-го овладел Тонгереном. Направленный Людовиком для взятия Орсуа, без всяких осадных работ 2 июня занял позицию на контрэскарпе, и на следующий день принял капитуляцию. 6-го взял Римберг.
После переправы через Рейн 12 июня осадил Арнем, сдавшийся 15-го. Затем король обложил Дуйсбург с одной стороны, а граф де Суассон с другой, и город пал 24 июня. Эжен-Морис командовал пехотой, выступившей на Нимвеген, участвовал в его взятии и осадах Кревкёра и Боммела.
В 1673 году был назначен в армию Тюренна, но по дороге заболел, и умер в городе Унна в Вестфалии.

## Семья
Жена (21.02.1657, Париж): Олимпия Манчини (1640—9.10.1708), дочь римского барона Микеле Лоренцо Манчини и Джироламы Мазарини
Дети:
- Луи-Тома Савойский (15.12.1657—24.08.1702), граф де Суассон. Жена (12.10.1680): Урания де Лакрот (1655—1717), дама де Бове, дочь Франсуа-Поля де Лакрота и Шарлотты-Мари де Мартель, 6 детей
- Филипп Савойский (8.04.1659—16.10.1693), аббат
- Луи-Жюль Савойский (2.05.1660—12.06.1683), называемый шевалье Савойским. Погиб в бою под Петронеллем, холост, бездетен
- Эмманюэль-Филибер Савойский (16.10.1662—12.06.1676), граф де Дрё (1674), холост, бездетен
- Франсуа-Эжен Савойский (18.10.1663—21.04.1736), имперский генерал-фельдмаршал, князь Савойско-Суассонский и Священной Римской империи, холост, бездетен
- Мари-Жанна Савойская (1.01.1665—30.03.1705), мадемуазель де Суассон, замужем не была
- Луиза-Филиберта Савойская (15.11.1667—22.02.1726), мадемуазель де Кариньян, замужем не была
- Франсуаза Савойская (21.12.1668—24.02.1671), мадемуазель де Дрё, умерла в возрасте 2 лет